# We Come to the River
We Come to the River (français : Nous arrivons à la rivière) est un opéra de Hans Werner Henze composé en 1974 sur un livret d'Edward Bond avec pour thème les horreurs de la guerre. Il est créé le 12 juillet 1976 au Royal Opera House à Londres sous la direction de David Atherton.

## Distribution
| Rôle                   | Voix          | Première, 12 juillet 1976 (chef d'orchestre : David Atherton) |
| ---------------------- | ------------- | ------------------------------------------------------------- |
| Jeune femme            | soprano       | Josephine Barstow                                             |
| Femme du second soldat | soprano       | Felicity Lott                                                 |
| Rachel                 | soprano       | Deborah Cook                                                  |
| May                    | soprano       | Valerie Masterson                                             |
| Empereur               | mezzo-soprano | Josephine Veasey                                              |
| Général                | baryton       | Norman Welsby                                                 |
| Premier soldat         | ténor         | Siegfried Jerusalem                                           |
| Second soldat          | ténor         |                                                               |
| Vieille femme          | mezzo-soprano | Yvonne Kenny                                                  |
| Déserteur              | ténor         |                                                               |
| Troisième soldat       | baryton       |                                                               |
| Quatrième soldat       | baryton       |                                                               |
| NCO                    | baryton       |                                                               |
| Gouverneur             | baryton       |                                                               |
| Docteur                | basse         |                                                               |
| Aide                   | basse         |                                                               |
| Hillcourt              | mime          |                                                               |